# Wladimir Grigorjewitsch Tschertkow

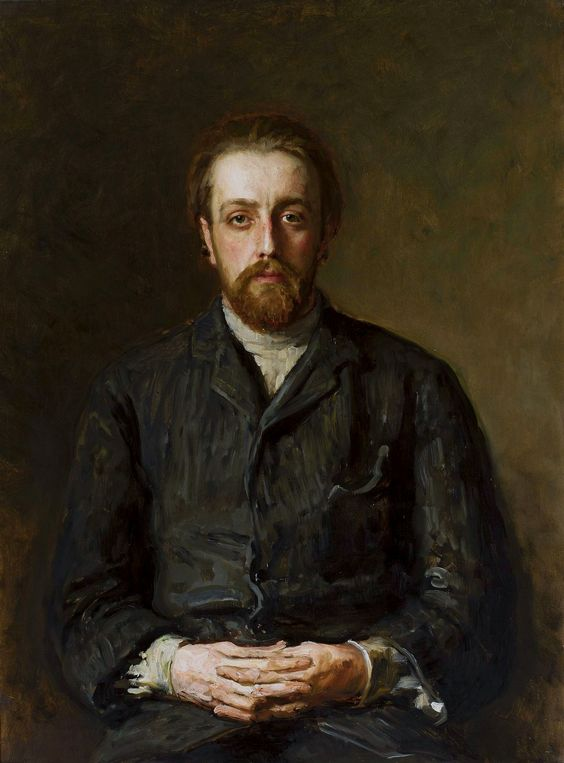
Wladimir Tschertkow, in den 1890er Jahren porträtiert von Ilja Repin

Wladimir Grigorjewitsch Tschertkow (russisch Владимир Григорьевич Чертков, wiss. Transliteration Vladimir Grigor'evič Čertkov; * 3. November 1854 in Sankt Petersburg; † 9. November 1936 in Moskau) war ein adliger russischer Begründer der Tolstojaner, naher Freund Tolstois sowie Redakteur und Herausgeber seiner Werke.

## Leben
Die Wurzeln der begüterten Adelsfamilie der Tschertkows, in die Wladimir hineingeboren wurde, liegen in den Gouvernements Woronesch, Kaluga, Moskau und Tambow des Russischen Reiches. Der Vater, Generalleutnant Grigori Iwanowitsch Tschertkow, war Flügeladjutant bei Nikolaus I. und Generaladjutant bei Alexander II. sowie Alexander III. Die Mutter Jelisaweta Iwanowna Tschertkowa, geborene Gräfin Tschernyschowa-Kruglikowa, genoss die besondere Gunst der Imperatorin Maria Fjodorowna und geriet in den späten 1870er Jahren unter den Einfluss des irischen Missionars Lord Radstock, der in Petersburg Evangelisationen forcierte.
1873 trat Wladimir Tschertkow freiwillig als Kavallerist in eines der Leib-Garderegimenter der Kaiserlich Russischen Armee ein, nahm nach einigen Dienstjahren Urlaub, hielt sich 1879 als Privatmann in England auf und studierte das dortige Christentum. 1880 quittierte er den Militärdienst, verließ Petersburg und organisierte auf seinem Landgut in Lisinowka im Rajon Rossosch nahe bei Ostrogoschsk im Gouvernement Woronesch Schulunterricht für Bauernkinder. Im Oktober 1883 kam es in Moskau zur ersten Begegnung mit Tolstoi. Fortan widmete sich Wladimir Tschertkow gleichsam als Tolstoi-Jünger ganz der Alphabetisierung des russischen Volkes, gründete 1884 den Posrednik-Verlag und betrieb das Unternehmen weitgehend auf eigene Kosten. Preiswerte, gehaltvolle Bücher wurden produziert und vertrieben. Außer Tolstoi lieferten Tschechow, Korolenko, Garschin und Leskow Beiträge. Ilja Repin und Wassili Surikow illustrierten.
Der ständig ausgesetzten Unterdrückung des freien Wortes durch die Russische Orthodoxe Kirche wich Wladimir Tschertkow ins Exil aus; ging 1897 mit seiner Frau und dem Sohn zur Unterstützung der Duchoborzen nach England. Dort veröffentlichte das Ehepaar etliche aus Russland herausgeschmuggelte Manuskripte Tolstois, die an der russischen Zensur gescheitert waren. Die Tschertkows waren in Sachen Menschenrechte auf der Insel aktiv; erzielten die Emigration einiger Duchoborzen aus Russland. 1908 kehrte die Familie in die russische Heimat zurück.
Die Vertriebsrechte an Tolstois Werken betreffend, kam es zu Auseinandersetzungen zwischen Wladimir Tschertkow und Sofja Tolstaja. Zudem missbilligte Tolstois Witwe das dem Buchgeschäft förderliche Verhältnis Wladimir Tschertkows zum nach der Revolution entstehenden Sowjetstaat. 1918 leitete Wladimir Tschertkow in Sowjetrussland die Vereinigung der religiösen Gemeinschaften und Gruppen. 1918–1919 kooperierte er mit Anatoli Lunatscharski im Volkskommissariat für Bildungswesen zur Publikation des Tolstoi-Nachlasses. Wladimir Tschertkow wurde und blieb Herausgeber der 90-bändigen Tolstoi-Gesamtausgabe. 1928 kam Bd. 1 heraus.

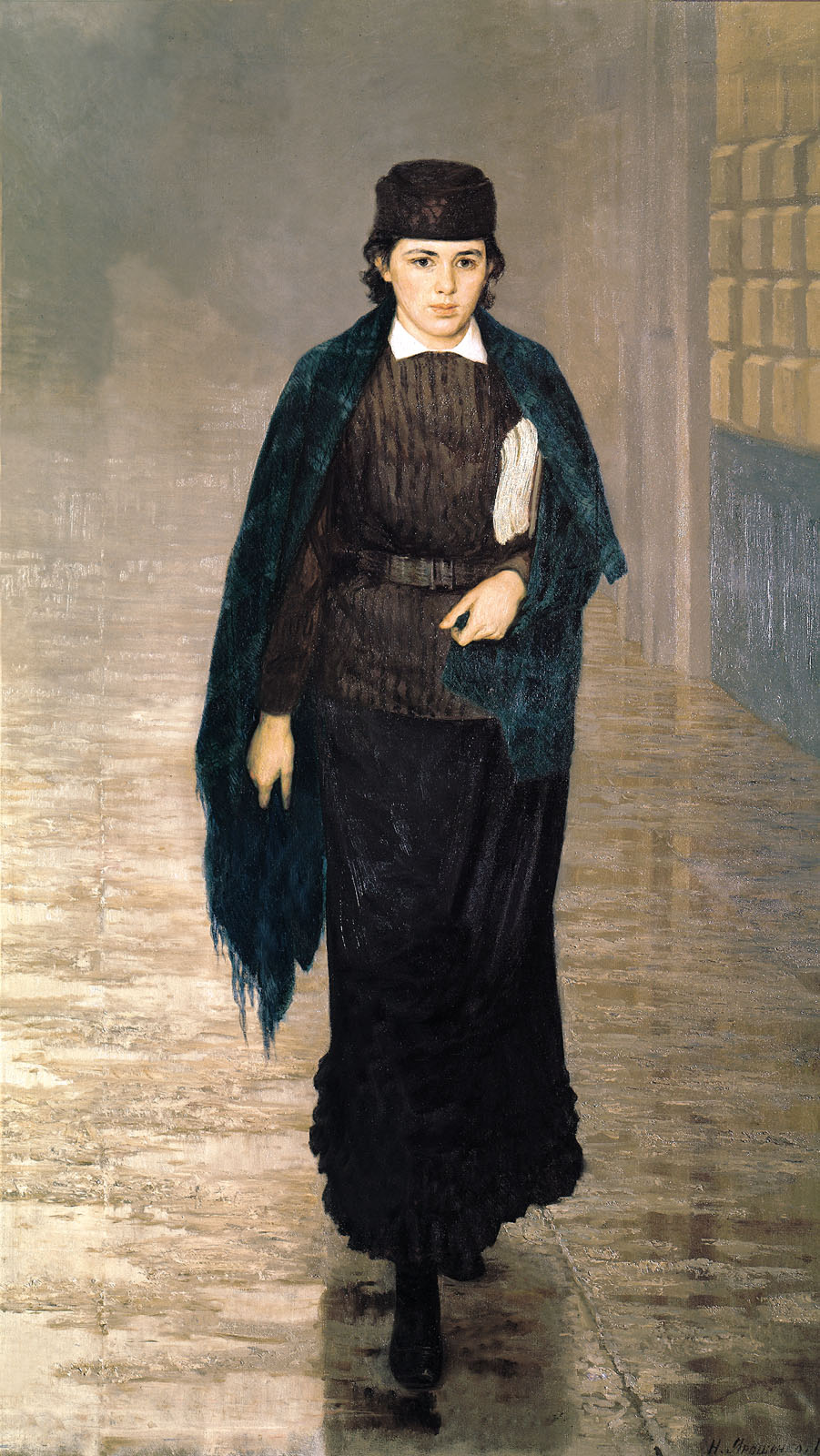
Anna Dieterichs, die künftige Frau Wladimir Tschertkows als Studentin 1883 porträtiert von Nikolai Jaroschenko

## Familie
Wladimir Tschertkow heiratete 1886 die Kinderbuchautorin und Memoirenschreiberin Anna Dieterichs (1859–1927), Tochter des Konstantin von Dieterichs (1823–1899). Das Paar bekam zwei Kinder. Olga, 1887 geboren, starb im Kindesalter. Wladimir (1889–1964) verkaufte das Posrednik-Verlagsarchiv an das Petersburger Museum. 
Wladimir Tschertkow erlitt mehrere Schlaganfälle, starb in Moskau und fand dort auf dem Wwedenskoje-Friedhof seine letzte Ruhe. Auf Vorschlag Stalins hatte der Staat die Beerdigungskosten übernommen.

## Anmerkung
Fakten wurden zumeist aus ru:Чертков, Владимир Григорьевич und en:Vladimir Tchertkov entnommen.
| Personendaten    | Personendaten                                     |
| ---------------- | ------------------------------------------------- |
| NAME             | Tschertkow, Wladimir Grigorjewitsch               |
| ALTERNATIVNAMEN  | Чертков, Владимир Григорьевич (russisch)          |
| KURZBESCHREIBUNG | Herausgeber der Werke Lew Nikolajewitsch Tolstois |
| GEBURTSDATUM     | 3. November 1854                                  |
| GEBURTSORT       | Sankt Petersburg                                  |
| STERBEDATUM      | 9. November 1936                                  |
| STERBEORT        | Moskau                                            |